# Katrahalli, Koppal
Katrahalli là một làng thuộc tehsil Koppal, huyện Koppal, bang Karnataka, Ấn Độ.